# Otis Taylor
Otis Mark Taylor (ur. 30 lipca 1948, Chicago) – amerykański piosenkarz bluesowy, multiinstrumentalista grający na gitarze, banjo, mandolinie i harmonijce.

## Życiorys
Urodził się w Chicago, po śmierci wuja jego rodzina przeprowadziła się do Denver. Początkowo grał na banjo, by w wieku 19 lat przerzucić się na gitarę i harmonijkę ustną. Do 1977 roku, wraz z kilkoma zespołami bluesowymi, koncertował w USA i Europie, po czym przestał zajmować się muzyką i zaczął pracę m.in. jako handlarz antykami. W 1985 poślubił Carol Ellen Bjork, (mają dwie córki). W 1995 roku powrócił do branży muzycznej, nagrywając do tej pory 11 albumów.

## Dyskografia

### Albumy
- Blue-Eyed Monster (1996)
- When Negroes Walked the Earth (1997)
- White African (2001)
- Respect the Dead (2002)
- Truth Is Not Fiction (2003)
- Double V (2004)
- Below the Fold (2005)
- Definition of a Circle (2007)
- Recapturing the Banjo (2008)
- Pentatonic Wars and Love Songs (2009)

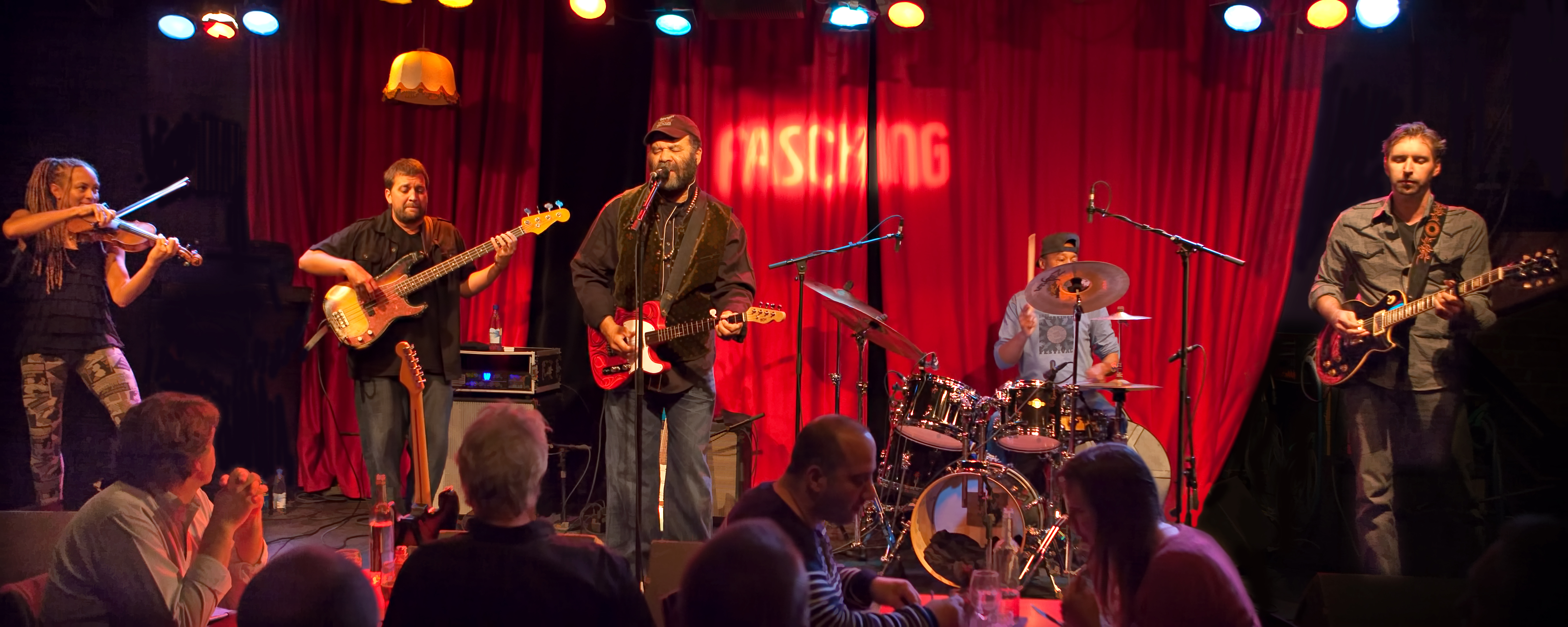
Otis Taylor w Sztokholmie (2012)

- Clovis People, Vol. 3 (2010)
- Contraband (2012)
- My World Is Gone (2013)

### Ścieżki dźwiękowe
- Shooter – Music from the Motion Picture (2007) – „Nasty Letter“
- Wrogowie publiczni (2009) – utwór „Ten Million Slaves“

### Kompilacje
- Scramin' and Hollerin' the Blues, Shanachie, 2000"
- Get the Blues, NARM, 2001"
- The Future of the Blues, Northern Blues, 2002"
- The Blues Foundation Presents Blues Greats, Blues Foundation, 2002"
- Beyond Mississippi, Manteca, 2002"
- Harley Davidson Roadhouse Blues, The Right Stuff 2002"
- Roadhouse Blues, Captial, 2003"
- Exile on Blues Street, Telarc International 2003"
- Blues Music Awards, The Blues Foundation, 2007"